# アンジェラ佐藤
アンジェラ佐藤（アンジェラさとう、1975年5月3日 - ）は、日本の女性フードファイター、タレント、YouTuber。所属事務所はビー・ブレーブを経て、2023年1月よりトリプルワン。北海道札幌市出身。血液型はO型。本名は佐藤 綾里（さとう あやり）。

## 人物
学生時代はジュニアアルペンスキーのレーシングチームに所属するアルペンスキーの選手だったが、24歳の時に交通事故で負傷して以降は辞めている。28歳の時、何気なく入ったお店で、チャレンジメニューの海鮮丼2kgを完食。店員が驚き、大食い王選手権の申込用紙を渡してきたことで、自分が大食いだと気付く。
- 免許：SAJバッジテスト1級
- 歌手のアンジェラ・アキに風貌が似ていることから、「元祖!大食い王決定戦」で司会の中村有志から「アンジェラ佐藤」と命名される。当初本人は似ていないと恐縮していたが、最近[いつ?]ではアンジェラ・アキからコンサートのチケットが送られてきた[1][4]。『お笑いワイドショー マルコポロリ!』（関西テレビ）では、途中で秘密兵器のメガネをかけ、中腰[5]で食べる「アンジェラ・モード」に突入するのがお約束となっている[1]。
- 普段は他のフードファイターたちとも仲が良く、一緒に食事に出かけることもある。
- プライベートでは1日2食。外食のメニューは必ずバイキングで済ませている。自宅でも食費節約のための努力をしており、ご飯は白米5合（約750g）に対し水を2リットルも入れて炊きあげる。お粥よりも水分が多い状態で、そこに小麦粉や片栗粉などを混ぜて固めたものを食べる。パスタだと約1kgを茹でた上で一晩寝かし、伸び上がって容量が増えたものを醤油などで味付けして食べる。米はもらったり食パンなど安い時に買い置きしておき、野菜も大根・白菜・キャベツ・もやしがほとんどだという。1週間を1,000円の食費で過ごすこともある[6]。
- トレードマークであるエスニックファッションはプライベートでも着用している。

## 主な出演
- 2009年3月、日曜ビッグバラエティ「元祖!大食い王決定戦〜爆食女王 炎の約束〜」（テレビ東京系列）に初出場し4位[1]。
- 2009年9月「元祖!大食い王決定戦〜最強の名を継ぐ者たち〜」（男女混合戦）では本選で全て1位通過のグランドスラム優勝を果たす[1]。
- 2010年3月『元祖!大食い王決定戦　爆食女神　終わりなき聖戦〜』の決勝戦で「優勝できなければ引退する」と表明、菅原初代が優勝し結果は4位。次大会である『元祖!大食い王決定戦 〜超新星誕生戦〜』の番組内にて、正式に引退したことが伝えられた。その後2012年9月『元祖!大食い王決定戦〜限界を超える者たち〜』にて復活し、準優勝。大食いを続けることを宣言した。
- 2013年3月『元祖!大食い王決定戦～爆食女王 なでしこ頂上決戦～』2度目のグランドスラム優勝。4代目爆食女王となる。
- 2013年9月『元祖!大食い王決定戦～真!最強伝説 シンガポール編～』3位。
- 2014年6月、大食い日本女王として挑んだ『国別対抗!大食い世界一決定戦』では出場選手最年長ということもあり、日本代表キャプテンに指名。アメリカ代表のモリー・スカイラーに実力差をみせつけられて敗北（準優勝）を喫し、今まで見せたことのない悔し涙を見せた[7]。
- 2015年10月より、バラエティ番組『ウソのような本当の瞬間!30秒後に絶対見られるTV』（テレビ東京）のレギュラーリポーターに採用された。
- 2016年11月『大食い世界一決定戦 炎の開幕!!日本代表は誰だ!?』3位。

### テレビ
- 日曜ビッグバラエティ（テレビ東京系列）
  - 元祖!大食い王決定戦〜爆食女王 炎の約束〜（2009年3月29日） - 4位
  - 元祖!大食い王決定戦〜最強の名を継ぐ者たち〜（2009年9月27日） - 優勝
  - 元祖!大食い王決定戦〜爆食女神 終わりなき聖戦〜（2010年3月21日） - 4位
  - 元祖!大食い王決定戦〜限界を超える者たち〜（2012年9月30日） - 準優勝
  - 元祖!大食い王決定戦〜爆食女王 なでしこ頂上決戦〜（2013年3月31日） - 優勝
  - 元祖!大食い王決定戦〜真!最強伝説 シンガポール編〜（2013年9月29日）- 3位
  - 国別対抗！大食い世界一決定戦～（2014年6月21日）- 準優勝（チーム戦）
  - 大食い世界一決定戦 炎の開幕!!日本代表は誰だ!?（2016年11月27日）- 3位
- 腹ペコ!なでしこグルメ旅（2013年10月4日 - 2015年6月12日、テレビ東京） - 準レギュラー
- ウソのような本当の瞬間!30秒後に絶対見られるTV（2015年10月27日 - 、テレビ東京）
- ニンゲン観察バラエティ モニタリング（2016年2月25日、TBSテレビ）
- 水曜日のダウンタウン（2022年10月12日・10月26日・2024年9月4日、TBSテレビ）
- デカ盛りハンター（テレビ東京）- 準レギュラー

### CM
- サントリーハイボールCM（北海道編：2011年8月 - ）-　大食い自慢のゼッケンをして出演
- セイコーマートCM （2013年3月） - セイコーマート店員役、上杉周大と共演。